# 短节百里香
短节百里香（学名：Thymus mandshuricus）是唇形科百里香属的植物，为中国的特有植物。分布在中国大陆的黑龙江等地，目前尚未由人工引种栽培。